# Tiefencastel
Tiefencastel (Reto-Romaans: Casti; Italiaans (verouderd): Imocastello of Castino) is een voormalige gemeente en is een plaats in het Zwitserse kanton Graubünden, en maakt deel uit van het district Albula. In 2015 is de gemeente gefuseerd samen met de andere gemeenten Alvaneu, Alvaschein, Brienz/Brinzauls, Mon, Stierva en Surava tot de nieuwe gemeente Albula/Alvra.
Tiefencastel telt 261 inwoners.